# Merla

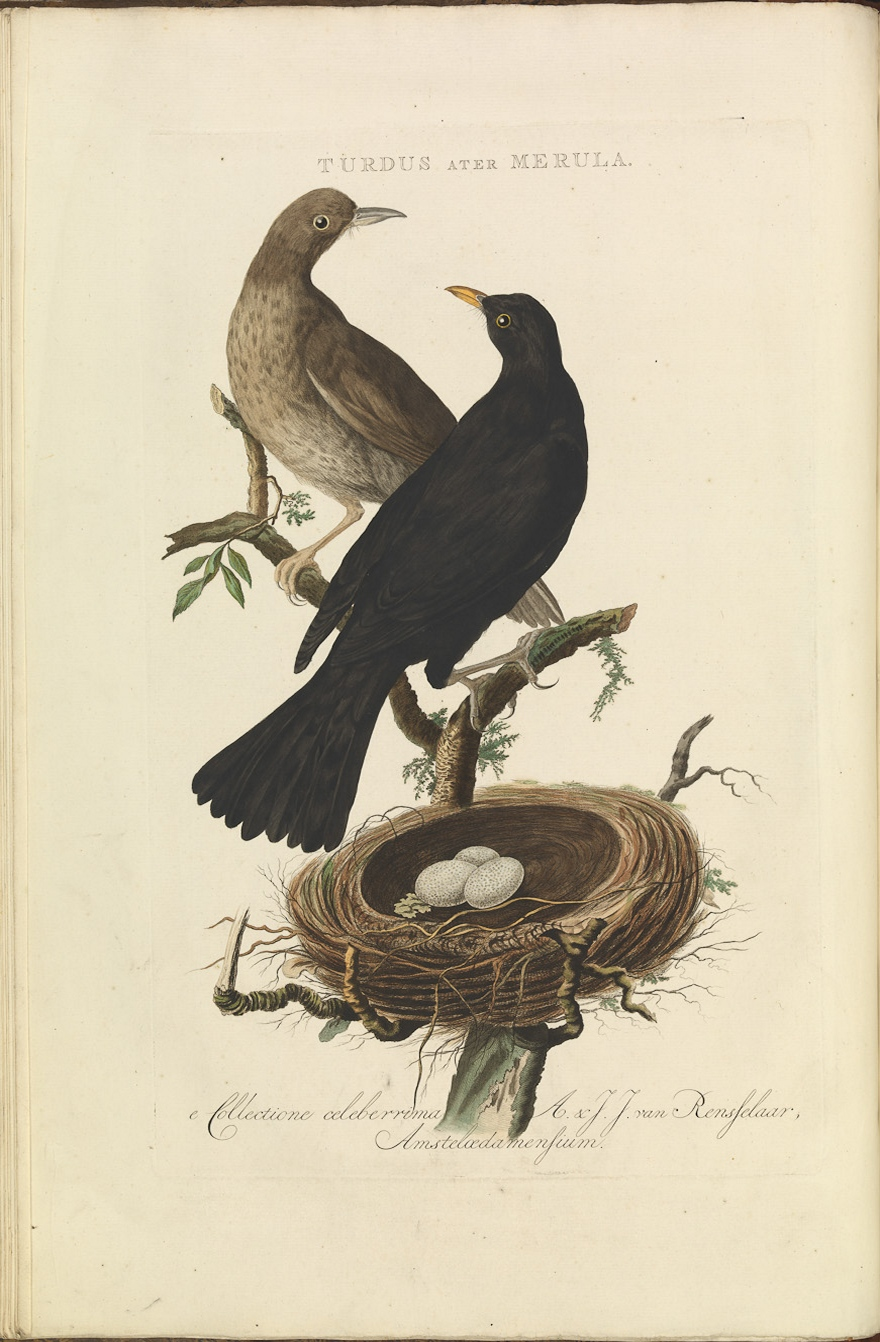
Merla representada a Nederlandsche Vogelen
(Ocells d’Holanda), Vol. 1 (1770)

La merla comuna (o senzillament merla), esmerla (al País Valencià) o mèrlera (a les Illes Balears) (Turdus merula), és un membre europeu de la família dels túrdids. Altres ocells anomenats merla de les terres de parla catalana:
- merla de pit blanc o merla de collar (Turdus torquatus), ocell de la família dels túrdids, amb el plomatge negre i una banda blanca al pit en forma de mitja lluna.

- merla blava (Monticula solitarius), ocell de la família dels muscicàpids, de plomatge en què domina el blau;
- merla cuablanca (Oenanthe leucura), ocell de la família dels muscicàpids, propi de les zones mediterrànies àrides i pedregoses;
- merla roquera (Monticola saxatilis), ocell de la família dels muscicàpids, de plomatge vermellós i blau en els mascles a l'estiu;
- merla d'aigua (Cinclus cinclus), ocell de la família dels cínclids, típic dels torrents muntanyencs, amb el plomatge impermeabilitzat que li permet cabussar-se i caminar per sota l'aigua;

## Morfologia
Mesura entre 18-25 cm, pesa entre 85-115 grams. Els mascles adults són completament negres, si s'exceptua el bec groc així com un cercle també groc al voltant dels ulls. La femella és bruna amb esquitxos negres a la part inferior, però els tons varien d'un individu a l'altre, i no té el bec groc, sinó l'anell orbital groc que resplendeix en el mascle. Quant als joves, tenen un plomatge morè pigallat de blanc que dura fins a la primera muda, entre agost i octubre. El bec dels joves mascles no ateny el color groc fins després d'un any complet.

## Hàbitat i distribució
L'hàbitat de la merla és molt variat, és comuna a parcs i jardins, horts i fruiters, boscos caducifolis i de coníferes amb sotabosc, i llindars de camps amb arbres; és freqüent a vegetació de ribera i a qualsevol zona oberta, mentre tingui arbust on nidificar. Aquesta espècie suporta bé tots els règims climàtics i pluviomètrics del Principat i se la troba des de ran de mar fins a gran altura.
Les merles no viuen en grup, bé que diversos ocells poden més o menys cohabitar en un hàbitat convenient fora del període de reproducció. En canvi, durant aquest període, les merles no suporten cap congènere sobre el seu territori (que varia de 0,2 a 0,5 ha al bosc, i de 0,1 a 0,3 ha a la ciutat), tret del company.
La merla ha estat introduïda en nombroses parts del món fora de l'àrea original. Per exemple a Austràlia i Nova Zelanda es troben els descendents de merles importades de la Gran Bretanya.
La població és sedentària amb superposició d'exemplars en pas o hivernants. De les darreries d'octubre fins a començaments de març, s'aprecia un augment en el nombre de merles. Són migrants que arriben d'Europa.

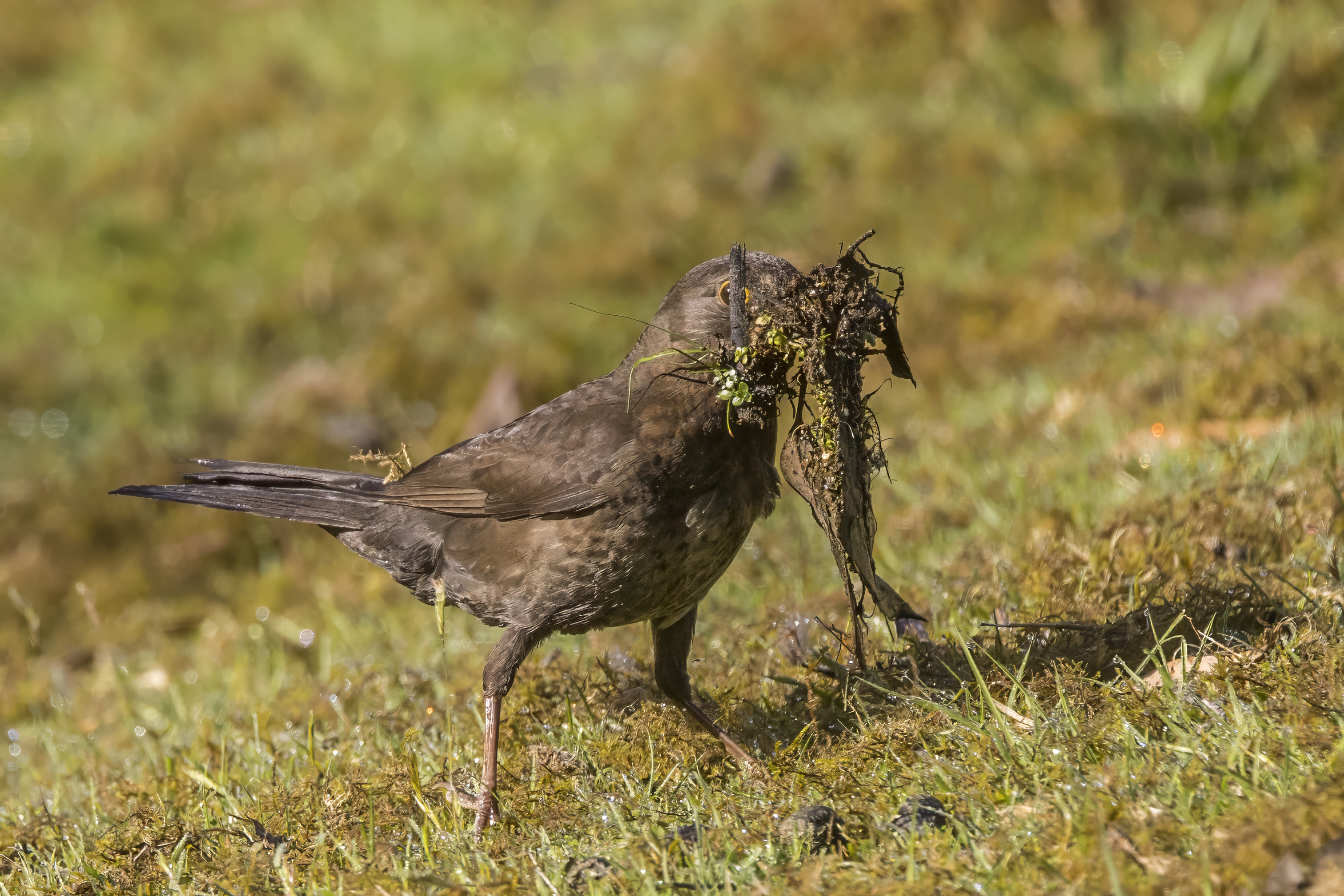
Femella preparant el niu
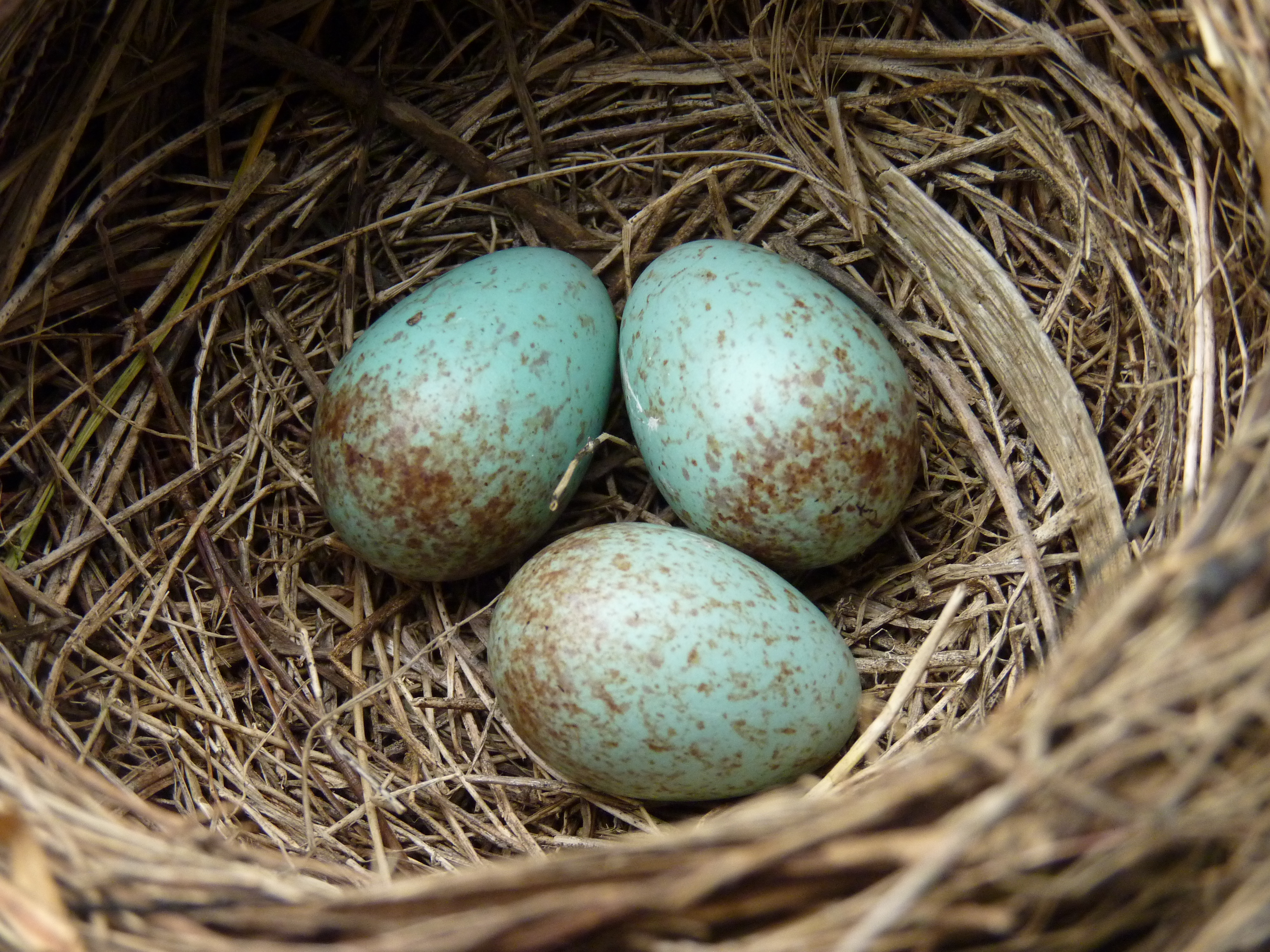
Ous en un niu
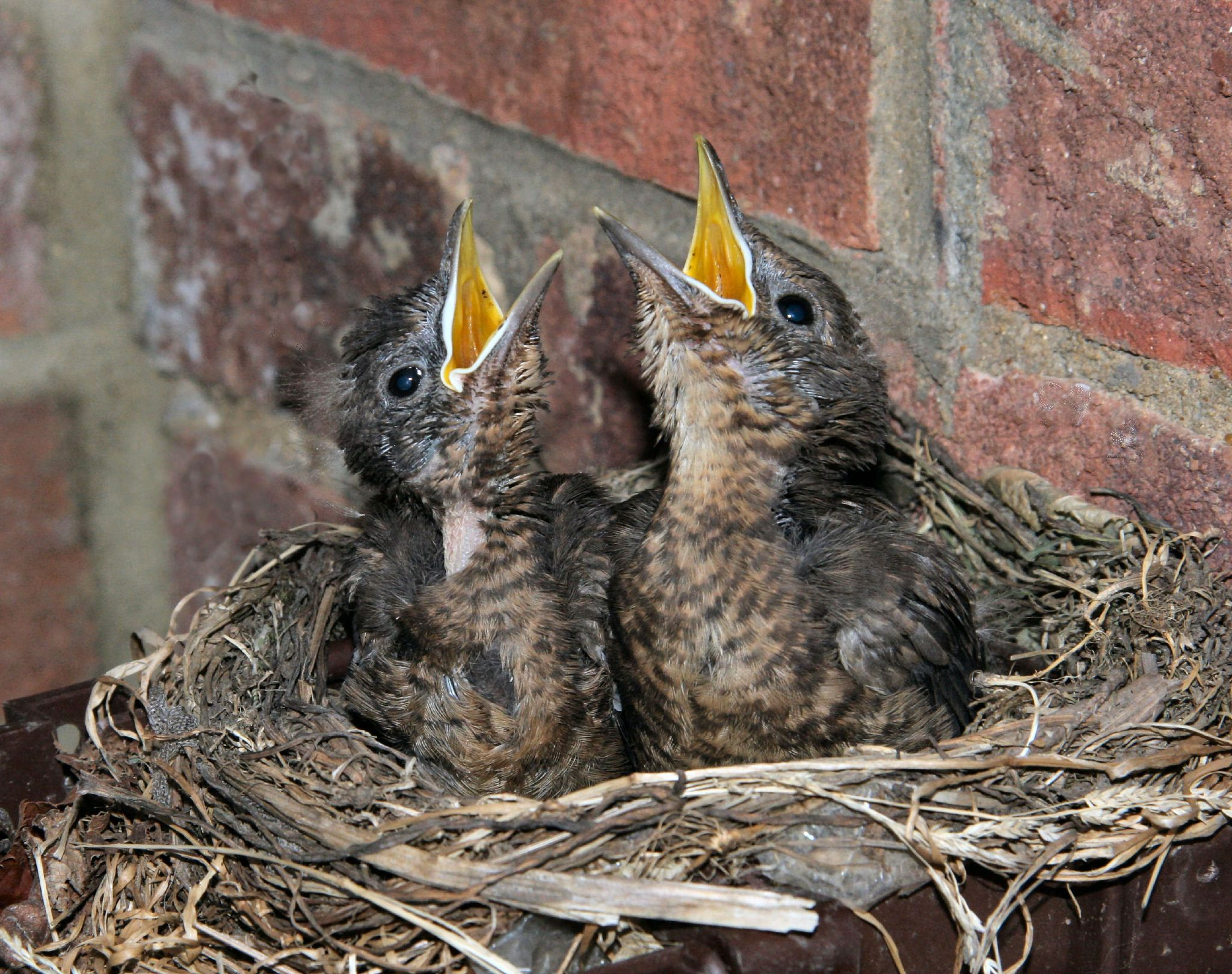
Dos pollets en un niu
- Cries de merla alimentant-se
- Mascle de merla alimentant cries
- Merla comuna buscant menjar a Norfolk, Anglaterra
- Merla comuna menjant figues prop de Tolosa, França
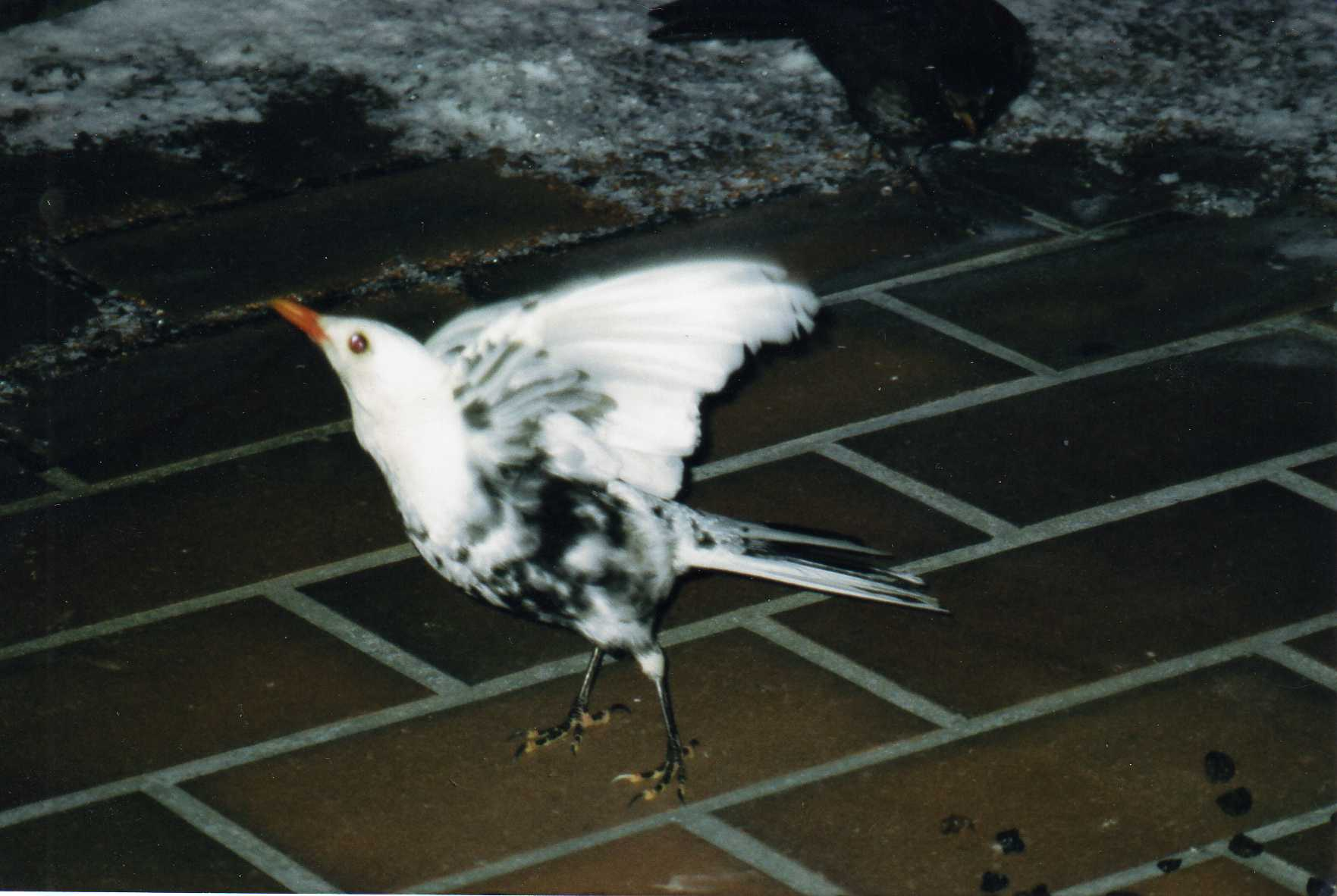
Merla amb leucisme

## Ecologia
Nidifiquen en matolls o arbusts. Normalment des de finals del mes d'abril, en un niu en forma de copel·la, la femella pon diversos ous de color blau-verd-gris (habitualment 4-6), amb marques morenes o vermelles, i els incuba sola. Els pollets neixen passats 13 o 15 dies. Dues setmanes més tard, incapaços de volar, deixen el niu i s'amaguen a terra. En condicions bones, acostumen a fer tres niades, encara que a l'alta muntanya es puguin reduir a una o dues per escurçament del període de cria.

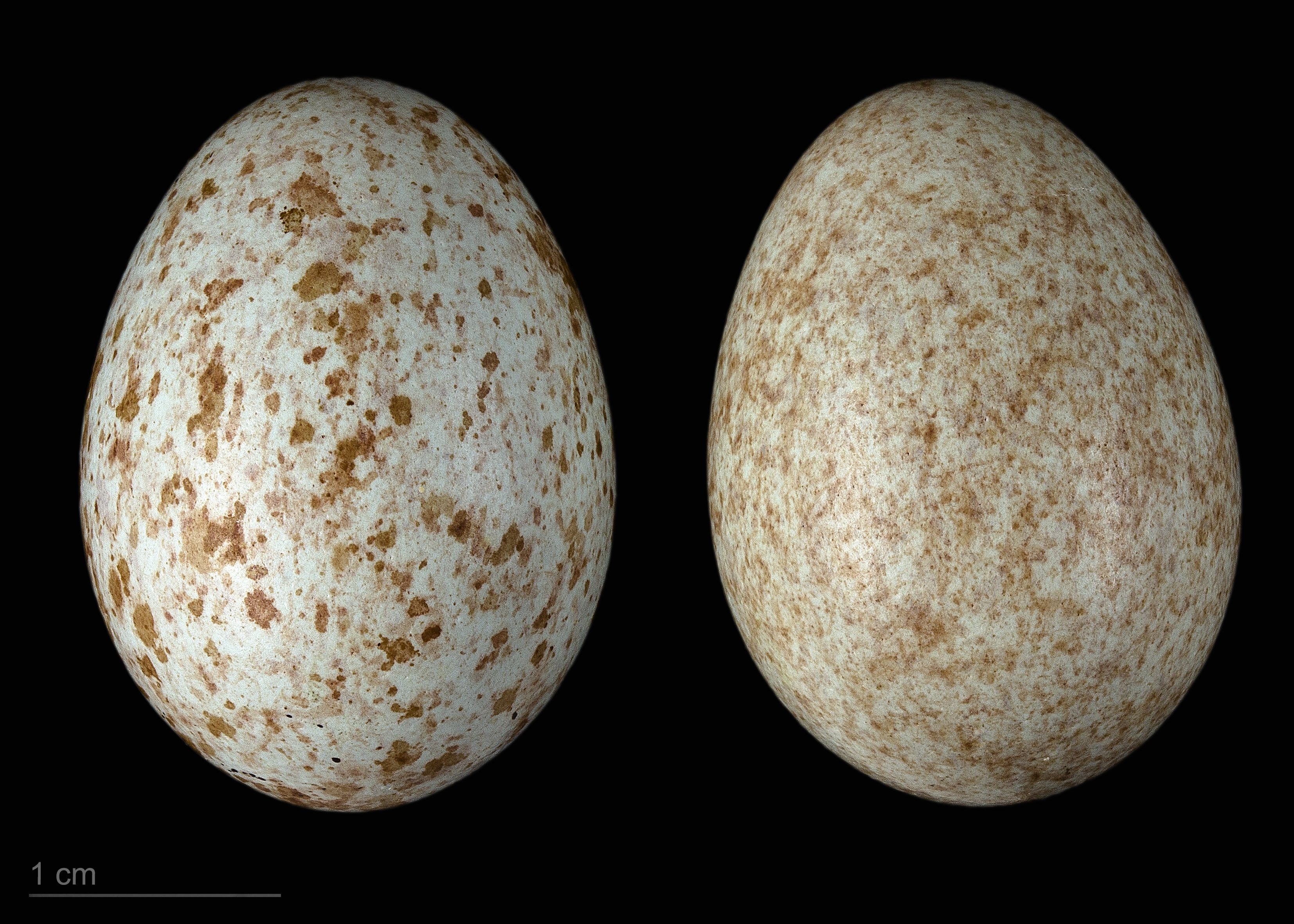
Turdus merula cabrerae  - Museu de Tolosa
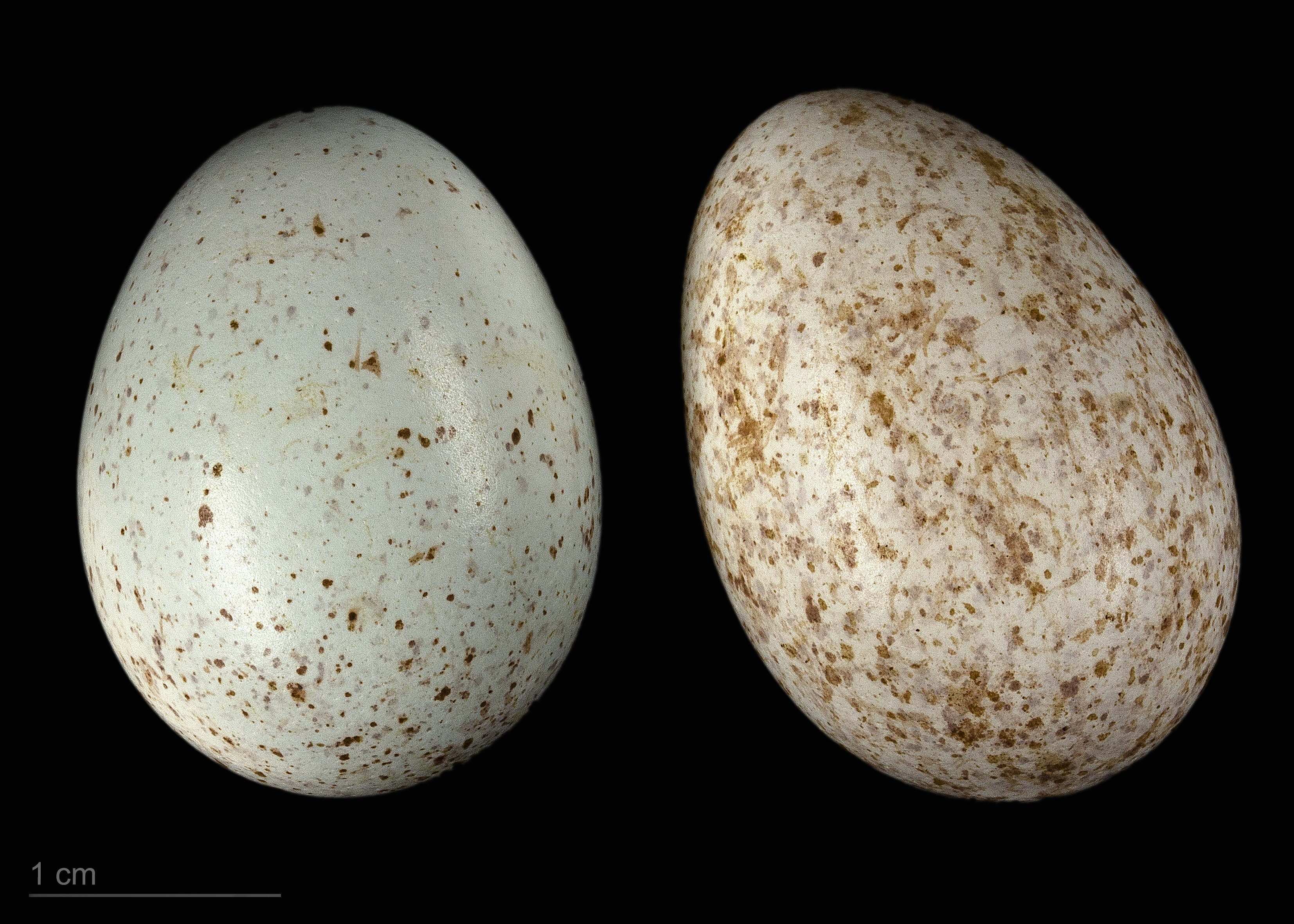
Turdus merula merula  - Museu de Tolosa
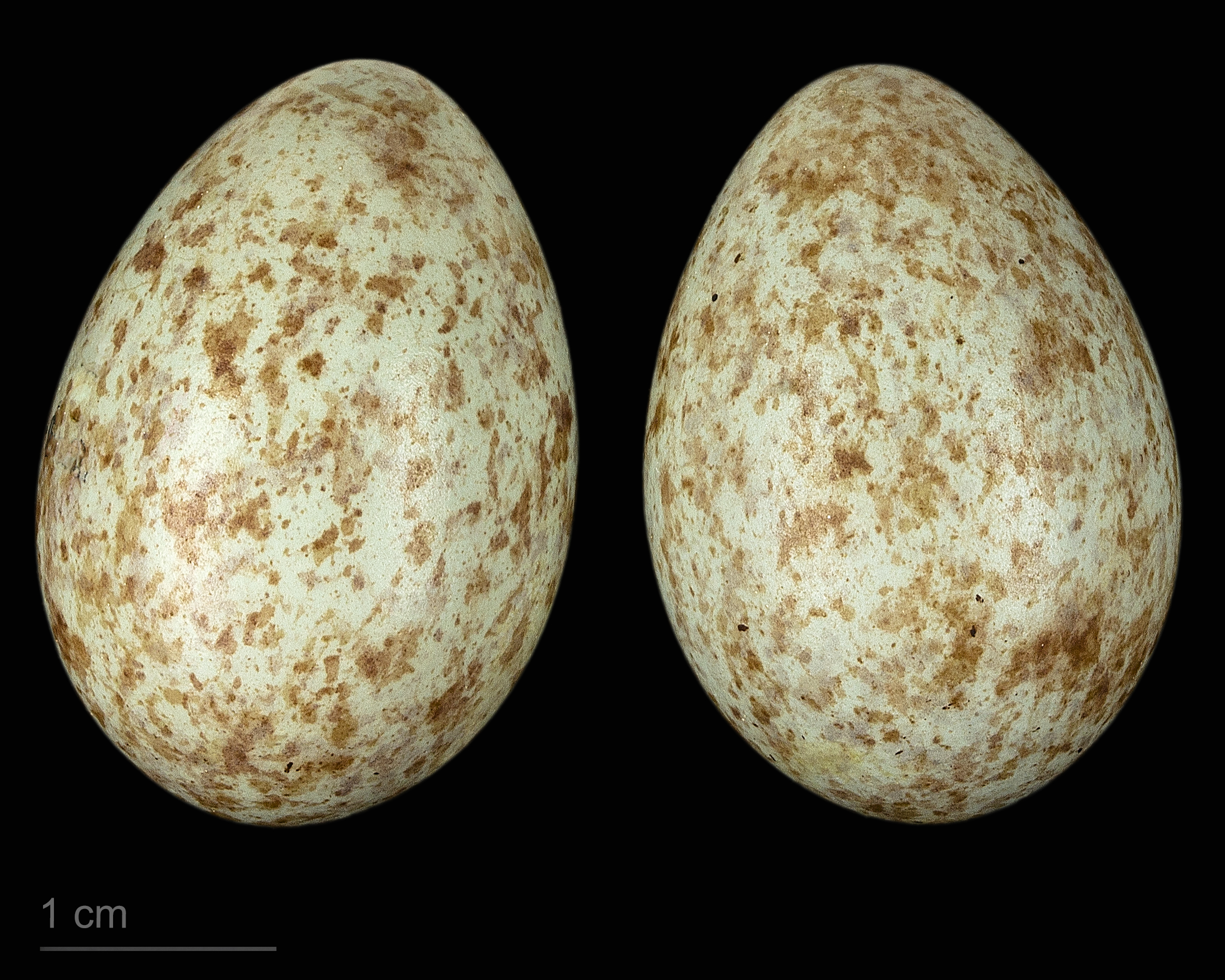
Turdus merula mauritanicus - Museu de Tolosa
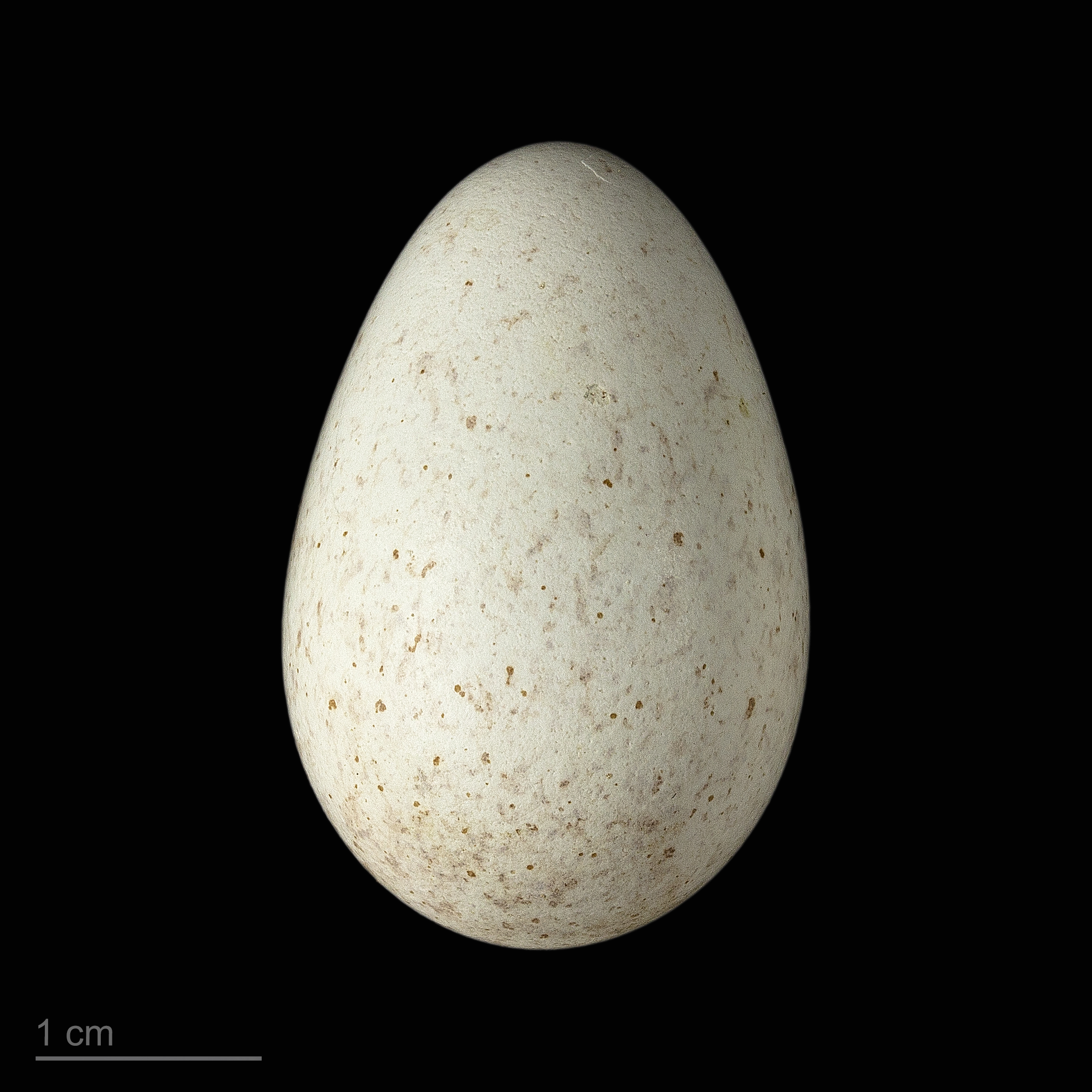
Turdus merula azorensis - Museu de Tolosa

La merla és un dels ocells de Catalunya que més atrau al públic general. Ha sofert una gran dispersió, estenent-se cap al nord d'Europa, darrerament ha anat colonitzant zones suburbanes i urbanes. Lluny de les ciutats es mostra malfiada i fugissera. És fàcil d'observar.
L'esperança de vida d'una merla se situa habitualment al voltant de tres anys, si bé es té constància, gràcies a l'anellament científic, d'un exemplar d'una quinzena d'anys. La merla i els seus nius tenen nombrosos depredadors, en particular l'esparver d'Europa. Altres ocells, com les garses i les cornelles, però també d'altres animals, com els erminis, gats, serps, rates i esquirols tenen el costum de saquejar els nius de merles, la qual cosa en pot limitar la població.

### Alimentació
Les merles són omnívores, s'alimenten d'insectes, cucs, fruits, llavors, etc., i mengen a terra tot movent la cua i abaixant les ales. Com altres túrdids, quan s'alimenten de cucs de terra, són capaces d'extreure'ls sense que se'ls trenquin. Per a fer-ho, remouen la terra de tal manera que són un veritable problema per a molts jardiners. També mengen restes de menjar de les persones.

### Cant
Des de la fi de l'hivern, i fins al començament de l'estiu, la merla mascle xiula cants variats i melodiosos des de l'alçària dels arbres, la teulada de les cases o qualsevol branca dominant els voltants. La merla pot cantar a tota hora de la jornada, però quan surt i es pon el sol són els moments en què els cants ressonen de manera més intensa. El cant de la merla és considerat com un dels cants d'ocells més bonics d'Europa. La riquesa del repertori, les variacions melòdiques i les capacitats d'improvisació distingeixen la merla de la majoria dels altres ocells.
Hom considera que el cant de la merla és el millor, després del rossinyol. També crida diversament. La presència o el cant són clars indicis de nidificació. El cant comença el febrer, fins a primers d'agost i acaba amb l'inici de la muda estival (juliol-agost).
- Cant de merla mascle a Lilla, França (?·pàg.)
- Cant de merla mascle a Utrecht, Països Baixos (?·pàg.)